# Atoconeura pseudeudoxia
Atoconeura pseudeudoxia là một loài chuồn chuồn ngô thuộc họ Libellulidae. Nó được tìm thấy ở Cameroon, Cộng hòa Congo, Cộng hòa Dân chủ Congo, và Uganda. Môi trường sống tự nhiên của chúng là rừng ẩm vùng đất thấp nhiệt đới hoặc cận nhiệt đới, vùng núi ẩm nhiệt đới hoặc cận nhiệt đới, và sông ngòi. Nó bị đe dọa do mất môi trường sống.